# Đóng cửa chính phủ liên bang Hoa Kỳ năm 2013
Từ ngày 1 tháng 10 đến 17 tháng 10 năm 2013, chính phủ liên bang Hoa Kỳ bị đóng cửa, tức ngừng các dịch vụ được coi là "không loại trừ" theo Đạo luật Phòng ngừa Thiếu hụt. Vì Quốc hội không thông qua một dự luật phân phối ngân sách hoặc nghị quyết tiếp tục cho năm tài chính 2014, việc cấp tiền cho chính phủ đã bị ngừng lại và khoảng 800.000 công chức phải nghỉ không lương vô hạn, còn 1,3 triệu công chức "được loại trừ" phải tiếp tục làm việc nhưng không được trả lương cho tới khi một khoản ngân sách được thông qua. Trước đây, chính phủ liên bang đã đóng cửa lần cuối cùng từ tháng 12 năm 1995 đến tháng 1 năm 1996. Việc đóng cửa lần này kéo dài 16 ngày; chỉ có hai khoảng thời gian đóng cửa dài hơn trong lịch sử Mỹ, 18 ngày vào năm 1978 và 21 ngày vào 1995 và 1996.

## Bối cảnh và tiến trình
Vụ "gián đoạn cấp tiền" xảy ra khi hai viện Quốc hội không thông qua một nghị quyết tiếp tục thỏa hiệp. Do sức ép đối của thượng nghị sĩ Ted Cruz và các nhóm bảo thủ như Heritage Action, Hạ viện do đảng Cộng hòa kiểm soát đề xuất vài nghị quyết tiếp tục có điều khoản trì hoãn hoặc cắt kinh phí của Đạo luật Bảo vệ Bệnh nhân và Chăm sóc Sức khỏe Hợp túi tiền (thường được gọi "Obamacare"). Đồng thời Thượng viện do đảng Dân chủ kiểm soát thông qua vài nghị quyết tiếp tục được sửa đổi để tiếp tục cung cấp số tiền theo chương trình bảo lưu ngân sách mà không định ra điều kiện khác. Trình trạng bế tắc về vấn đề này và các vấn đề chính trị khác giữa Hạ viện một bên và Tổng thống Dân chủ Barack Obama bên kia đe dọa gián đoạn chính phủ.
Ngày 1 tháng 10 năm 2013 là ngày đầu tiên của năm tài chính liên bang 2014 và cũng là ngày đầu tiên phần lớn các điều khoản trong Đạo luật Sức khỏe Hợp túi tiền bắt đầu có hiệu lực. Vì Đạo luật Sức khỏe Hợp túi tiền đã được cấp tiền về trước, các sàn giao dịch bảo hiểm sức khỏe do Đạo luật Sức khỏe Hợp túi tiền thiết lập mở cửa theo kế hoạch vào ngày 1 tháng 10.
Vào ngày 2 tháng 10, Hạ viện đề xuất ba dự luật tiếp tục cấp tiền cho từng cơ quan một để mở lại các vườn quốc gia và viện bảo tàng, Viện Y tế Quốc gia, và thủ đô Washington, D.C. Cả ba dự luật được thông qua nhờ sự ủng hộ lưỡng đảng, nhưng ban lãnh đạo Thượng viện và Tổng thống bác bỏ các đề xuất này vì toàn bộ chính phủ cần mở cửa lại. Dự luật riêng của Viện Y tế bị chỉ trích vì can thiệp vào các vai trò và nhiệm vụ của các cơ quan y tế phụ thuộc nhau. Bộ Quốc phòng đã được cấp tiền cho năm tài chính 2014 vào ngày 30 tháng 9, chỉ vài tiếng trước khi chính phủ đóng cửa.

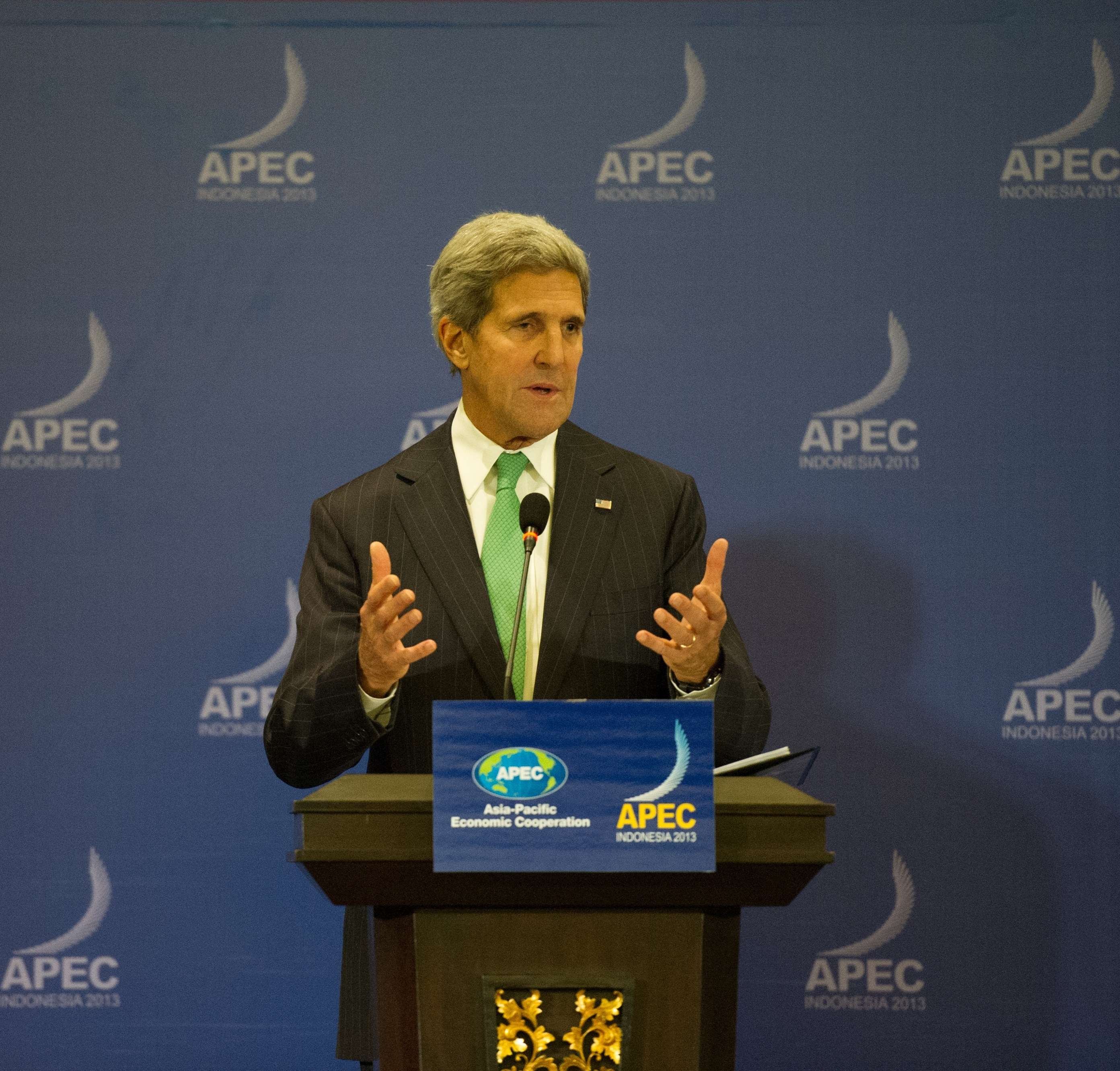
Bộ trưởng Ngoại giao John Kerry đại diện cho Tổng thống Obama tại Hội nghị APEC năm 2013.

Vì các công chức trong Văn phong Du lịch Nhà Trắng phải nghỉ, Tổng thống Obama phải bãi bỏ chuyến công du Brunei, Malaysia, Philippines, và Indonesia và vắng mặt tại Hội nghị APEC năm 2013 tại Bali. Bộ trưởng Ngoại giao John Kerry đại diện cho Obama tại hội nghị. Những nhà phân tích cho rằng sự vắng mặt của Obama tại APEC là một cơ hội cho Chủ tịch CHND Trung Hoa Tập Cận Bình.
Các đàm phán đe dọa kéo dài cho đến giữa tháng 10, lúc đó Quốc hội và Tổng thống phải đồng ý nâng trần nợ công để tránh vụ vỡ nợ công. Sau cuộc tranh luận về trần nợ công vào tháng 5 năm 2013, Bộ Ngân khố phải bắt đầu thực hiện các "biện pháp bất thường" để cấp tiền cho chính phủ và tránh vỡ nợ. Vào cuối tháng 9, Bộ Ngân khố dự định sẽ vỡ nợ bất chấp các biện pháp bất thường nếu Quốc hội không nâng trần nợ vào ngày 17 tháng 10. Chỉ hai ngày trước ngày hạn này, cơ quan xếp hạng tín dụng Fitch Ratings phân loại Hoa Kỳ vào "diện theo dõi tiêu cực".
Ngày 16 tháng 10, các lãnh tụ đảng trong Thượng viện, tức nghị sĩ Dân chủ Harry Reid và nghị sĩ Cộng hòa Mitch McConnell, đến thỏa thuận cấp tiền cho chính phủ cho đến ngày 15 tháng 1 năm 2014 và trì hoãn trần nợ cho đến ngày 7 tháng 2. Dự luật được thông qua với tỷ số 81–18, các phiếu thuận bao gồm tất cả các đảng viên Dân chủ và 27 đảng viên Cộng hòa. 18 đảng viên Cộng hòa bỏ phiếu chống. Chỉ hai giờ trước khi chính phủ vượt quá trần nợ, Hạ viện tán thành dự luật của Thượng viện với tỷ số 285–144. Tất cả 198 đảng viên Dân chủ nhất trí tán thành dự luật. Hai đảng viên Dân chủ được cho phép vắng mặt vì bệnh. Tuy Chủ tịch Hạ viện John Boehner (Cộng hòa) khuyên các dân biểu cùng đảng tán thành dự luật, nhưng chỉ có 87 đảng viên tán thành trong khi 144 bỏ phiếu chống, một dân biểu không bỏ phiếu. Tổng thống Obama ký ban hành Đạo luật Tiếp tục Cấp tiền năm 2014 ngay sau nửa đêm ngày 17 tháng 10, và các cơ quan chính phủ mở cửa vài tiếng sau. Theo đạo luật, những công chức "không được loại trừ" sẽ được trả tiền lương cho những ngày họ phải nghỉ.

## Ảnh hưởng đến các hoạt động của chính phủ liên bang

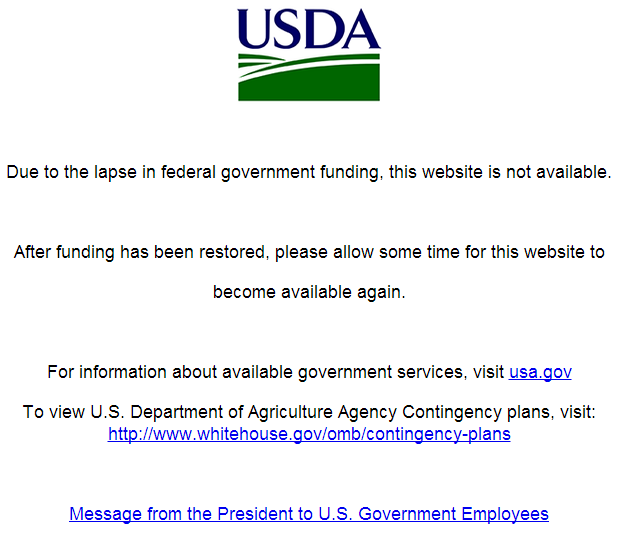
Website của Bộ Nông nghiệp Hoa Kỳ bị đóng cửa

Ngày 17 tháng 9 năm 2013, Giám đốc Cục quản lý Hành chính và Ngân sách Hoa Kỳ Sylvia Mathews Burwell phát hành lệnh cập nhật các kế hoạch phòng bất ngờ của các cơ quan chính phủ liên bang để xác định các hoạt động được "loại trừ", theo các điều kiện của Đạo luật Phòng ngừa Thiếu hụt về vụ đóng cửa chính phủ vì ngân sách.
Trong thời gian đóng cửa, phần nhiều nhân viên chính phủ "không loại trừ" phải nghỉ không lương. Vào khoảng 800.000 công chức nghỉ việc vô thời gian mà không được trả lương, bắt đầu từ ngày 1 tháng 10. Nhà Trắng ước lượng rằng kinh tế Mỹ sẽ mất vào khoảng 10 tỷ USD nếu cuộc đóng cửa kéo dài tới một tuần.
Những dịch vụ quan trọng của chính phủ, thí dụ như hệ thống điều khiển không lưu, vẫn hoạt động do các đạo luật tài chính khẩn cấp, nhưng các hoạt động đào tạo và hỗ trợ các dịch vụ này bị ngừng. Một số cơ quan, thí dụ Bộ Cựu chiến binh và Sở An sinh Xã hội, hoạt động do các khoản cấp tiền dài hạn hoặc bắt buộc nên chủ yếu không bị ảnh hưởng. Sở Bưu điện Hoa Kỳ là tự túc nên hoạt động bình thường. Vào khoảng 1,4 triệu binh lính sẽ tiếp tục thi hành nhiệm vụ, nhưng số này có thể phải lĩnh lương bổng chậm. Lương hưu và trợ cấp cho cựu binh buộc phải trì hoãn.

### Hội đồng các Công trình tưởng niệm Chiến tranh Mỹ

Thông báo đóng cửa tại nghĩa trang Mỹ ở Suresnes, ngoại ô phía tây Paris

Hội đồng các Công trình tưởng niệm Chiến tranh Mỹ, ABMC) điều hành 24 nghĩa trang trên lãnh thổ nước ngoài, trong đó có Pháp, Bỉ, Anh, Ý, Tunisia và Mexico, là nơi yên nghỉ của các lính Mỹ đã hy sinh ngoài nước. Các nghĩa trang này, cùng với 26 đài tưởng niệm các lính Mỹ khác, cũng sẽ bị đóng cửa trong thời gian chính phủ ngừng hoạt động.
Tại Pháp, nghĩa trang Colleville-sur-Mer, nơi an nghỉ của hơn 9.300 binh lính Mỹ, vốn thu hút hơn một triệu khách tham quan mỗi năm đã phải đóng cửa. Còn nghĩa trang Mỹ ở Bony cũng thuộc nước này, nơi chôn cất thi hài của 1.844 binh sĩ, các nhân viên cũng đã phải nghỉ việc.
Theo ABMC, các hoạt động bình thường sẽ tái diễn "khi một biện pháp mới về ngân sách được quốc hội thông qua và được tổng thống Mỹ ký kết".

### Quốc hội
Mặc dù các thành viên Quốc hội chắc chắn sẽ vẫn được nhận lương trong thời kỳ đóng cửa Chính phủ, nhưng họ có toàn quyền quyết định nhân viên nào của mình tiếp tục làm việc và, nếu có, thì nhân viên nào sẽ phải nghỉ việc. Nhiều người đã quyết định giữ toàn bộ các nhân viên của mình ở lại "nhằm tiếp tục phục vụ... các cử tri". Một số thành viên Quốc hội khác đã cho một nửa hoặc phần lớn nhân viên của mình nghỉ việc, có thể theo hình thức luân phiên, hoặc đóng cửa văn phòng của họ ở địa phương nhưng vẫn mở cửa văn phòng tại Washington và ít nhất vẫn phải có một phần nhân viên làm việc.

### Ủy ban An toàn Sản phẩm Tiêu dùng
Ủy ban An toàn Sản phẩm Tiêu dùng, CPSC) sẽ không thu hồi các sản phẩm có thể gây thương tích nhưng không đe doạ ngay lập tức đến sự an toàn của người tiêu dùng.

## Hậu quả kinh tế
Moody's Analytics ước lượng rằng việc đóng cửa chính phủ kéo dài 3–4 tuần sẽ mất vào khoảng 55 tỷ đô la, và công chức liên bang sẽ mất tiền lương mỗi tuần bằng vào khoảng một tỷ đô la. Goldman Sachs ước lượng rằng việc đóng cửa ba tuần sẽ giảm tổng sản phẩm nội địa (GDP) của Hoa Kỳ bằng 0,9%. Theo Los Angeles Times, việc đóng cửa hai tuần sẽ giảm tỷ lệ tăng GDP bằng 0,3–0,4 điểm phần trăm vào quý 4, so với tỷ lệ tăng GDP không tới 2% vào năm 2013.